# Empang
Empang is een bestuurslaag in het regentschap Kota Bogor van de provincie West-Java, Indonesië. Empang telt 17.238 inwoners (volkstelling 2010).